# Бобылева
Бобылева — деревня в Каргапольском районе Курганской области. Входит в состав Майского сельсовета.

## История
До 1917 года в составе Бакланской волости Шадринского уезда Пермской губернии. По данным на 1926 год состояла из 124 хозяйств. В административном отношении являлась центром Бобылевского сельсовета Каргапольского района Шадринского округа Уральской области.

## Население
| 1989 | 2002 | 2010 |
| ---- | ---- | ---- |
| 107  | ↘56  | ↘19  |

По данным переписи 1926 года в деревне проживало 520 человек (247 мужчин и 273 женщины), в том числе: русские составляли 100 % населения.